# Medizinische Universität Innsbruck
Die Medizinische Universität Innsbruck wurde am 1. Jänner 2004 als eigenständige Universität gegründet und ging aus der bis dahin bestehenden Medizinischen Fakultät der Leopold-Franzens-Universität Innsbruck hervor.

## Geschichte
Die Medizinische Universität Innsbruck wurde entsprechend dem Universitätsgesetz 2002, das mit 1. Jänner 2004 in Kraft trat, als eigenständige Universität und Rechtsnachfolgerin der bis dahin bestehenden Medizinischen Fakultät der Leopold-Franzens-Universität Innsbruck geschaffen.

### Fakultät der Universität Innsbruck

#### Vorläufer
Die wissenschaftliche Beschäftigung mit Medizin hat in Innsbruck eine lange Tradition. Im Jahr 1307 wurde in Schwaz in der Nähe von Innsbruck ein erstes Stadtspital eröffnet. Aufgrund des rasanten Bevölkerungswachstums bedingt durch den florierenden Silberbergbau wurde es notwendig, eigene Ausbildungsstrukturen zu entwickeln.

#### Entwicklung von 1674 bis 2004
1669 wurde durch Kaiser Leopold I. die Universität Innsbruck gegründet und 1674 auch eine Medizinische Fakultät, die erste im Alpenraum, errichtet. Ein Höhepunkt in der wechselvollen Geschichte der Innsbrucker Medizinischen Fakultät war die Schaffung der österreichweit ersten Lehrkanzel für Chirurgie im Jahr 1733. Im Jahre 1742 verpflichtete die Reform Maria Theresias die medizinischen Professoren der Universität Innsbruck dazu, die ärztliche Betreuung des Innsbrucker Stadtspitals zu übernehmen. Im Gegenzug entwickelte sich das Stadtspital zum Lehr- und Forschungskrankenhaus der medizinischen Fakultät der Universität Innsbruck. In der Folgezeit wurde die Universität Innsbruck zweimal aufgelöst und wiedereröffnet, so gab es von 1782 bis 1869 die Innsbrucker Medizinische Schule nur nach Art eines Lyzeums.
Seit der zweiten Hälfte des 19. Jahrhunderts findet medizinische Forschung in Innsbruck vor allem im Krankenhaus gegenüber dem Hauptgebäude der Universität Innsbruck statt, das auf einem 90.000 m² großen Areal im Westen Innsbrucks liegt und auf dem bis heute alle Instituts-, Verwaltungs- und Forschungsgebäude des Krankenhauses angesiedelt sind. Zwischen 1885 und 1887 wurden die ersten Pavillons des „Neuen Stadtspitals“ errichtet (Verwaltungsgebäude, Chirurgie, Frauen- und Hautklinik). 1869 erfolgte die endgültige Wiedereinrichtung der Universität Innsbruck und ihrer Medizinischen Fakultät durch Leopold Hasner von Artha. Eine der ersten Berufungen war jene des Chirurgen Carl Wilhelm von Heine von Heidelberg. Die übrigen Professoren kamen v. a. aus Wien oder Prag. Wegweisend für die Entwicklung der chirurgischen Fächer an der Universität Innsbruck war dabei besonders Anton von Eiselsberg. Zu dieser Zeit wurden sowohl die Theoretischen Institute als auch die Kliniken im Pavillonstil errichtet.
Im Dezember 1944 und am 7. April 1945 wurden die Gebäude der Medizinischen und Chirurgischen Universitätsklinik durch Bombenangriffe stark beschädigt. Die vielen Verletzten und Toten wurden unter Leitung des Chirurgen Burghard Breitner versorgt.
Nach dem Zweiten Weltkrieg wurden von den Wissenschaftlern der medizinischen Fakultät der Universität Innsbruck zahlreiche bedeutende Fortschritte erzielt, so z. B. 1983 die erste in Österreich durchgeführte Herztransplantation an Josef Wimmer.

### Eigenständige Medizinische Universität
Aufgrund der Vorgaben im Universitätsgesetz 2002 wurde die Medizinische Fakultät der Universität Innsbruck mit 1. Jänner 2004 aus der Leopold-Franzens-Universität herausgelöst und als Medizinische Universität Innsbruck zur eigenständigen Universität erhoben. Ebenso wie in Innsbruck wurden auch die bis dahin bestehenden Medizinischen Fakultäten der Universität Wien sowie der Universität Graz als eigenrechtliche Medizinische Universitäten verselbständigt.

## Organisationsstruktur
Einrichtungen des Medizinisch-Theoretischen Bereichs und des Klinischen Bereichs (Universitätskliniken) an der Medizinischen Universität Innsbruck:

### Medizinisch-Theoretischer Bereich

#### Department Biozentrum Innsbruck
- Institut für Medizinische Biochemie
- Institut für Systemische Neurowissenschaften
- Institut für Molekulare Biochemie
- Institut für Zellbiologie
- Institut für Genomik und RNomik
- Institut für Molekularbiologie
- Institut für Pathophysiologie
- Institut für Entwicklungsimmunologie
- Institut für Bioinformatik

#### Department für Physiologie und Medizinische Physik
- Institut für Physiologie
- Institut für Biomedizinische Physik

#### Department für Genetik
- Institut für Zellgenetik
- Institut für Genetische Epidemiologie
- Institut für Humangenetik

#### Department für Anatomie, Histologie und Embryologie
- Institut für Klinisch-Funktionelle Anatomie
- Institut für Neuroanatomie
- Institut für Histologie und Embryologie

#### Department Hygiene, Mikrobiologie und Virologie
- Institut für Hygiene und Medizinische Mikrobiologie
- Institut für Virologie

#### Department für Pathologie
- Institut für Allgemeine Pathologie
- Institut für Neuropathologie und Neuromolekularpathologie

### Klinischer Bereich (Universitätskliniken)

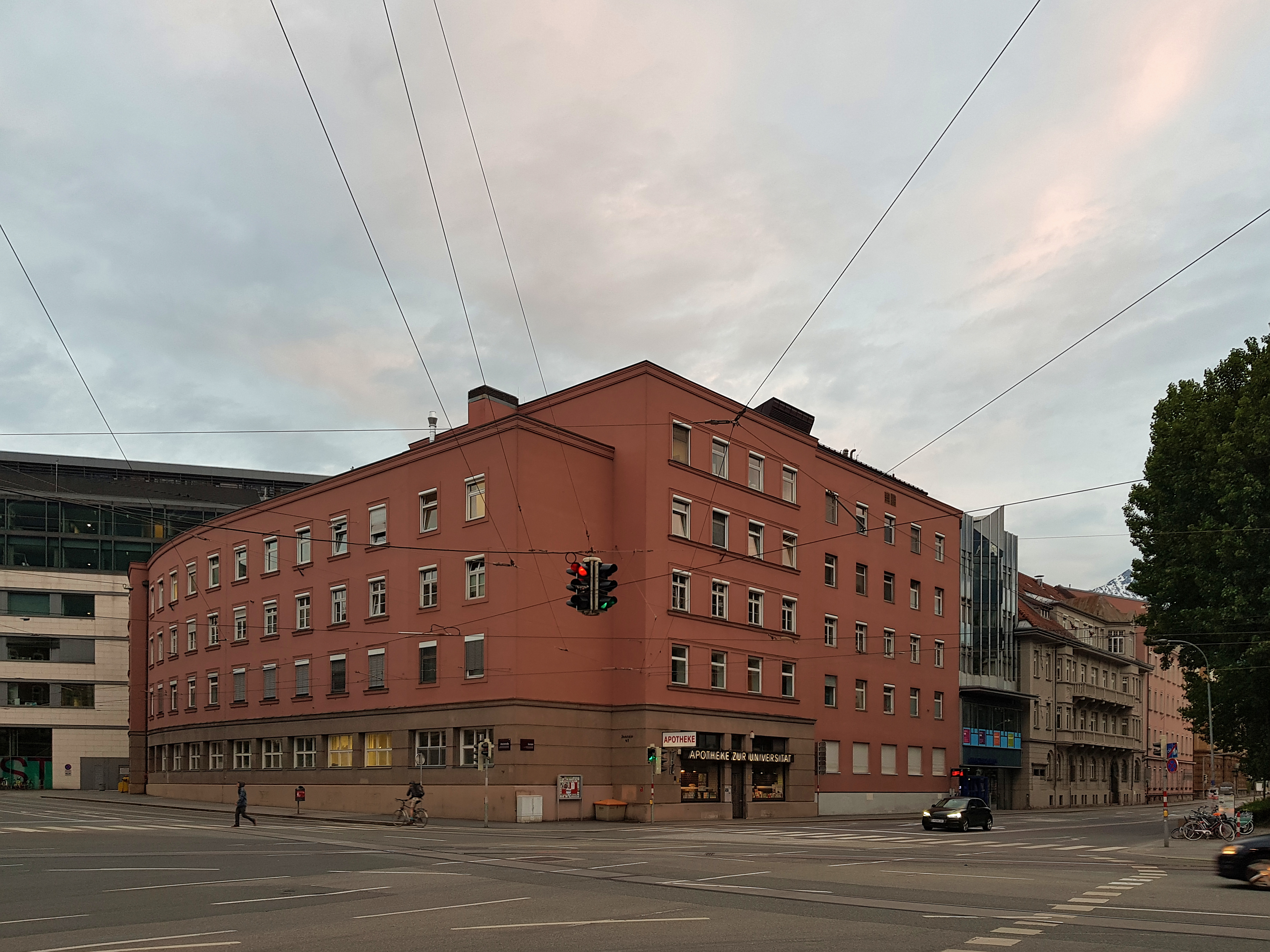
Landeskrankenhaus Innsbruck

Die seit 1972 als „Universitätskliniken“ bezeichneten Abteilungen der Universität befinden sich überwiegend im Landeskrankenhaus Innsbruck, wobei die Betriebsführung bei der landeseigenen Tirol Kliniken Ges.m.b.H. (vormals Tiroler Landeskrankenanstalten Ges.m.b.H, Tilak) liegt. Über das als Lehr- und Forschungskrankenhaus genutzte Landeskrankenhaus Innsbruck erfüllt das Personal der Medizinischen Universität Innsbruck auch eine wichtige Rolle in der medizinischen Versorgung der Tiroler Bevölkerung.

#### Department Operative Medizin
- Universitätsklinik für Visceral-, Transplantations- und Thoraxchirurgie
- Universitätsklinik für Herzchirurgie
- Universitätsklinik für Gefäßchirurgie
- Universitätsklinik für Plastische, Rekonstruktive und Ästhetische Chirurgie
- Universitätsklinik für Orthopädie und Traumatologie
- Universitätsklinik für Urologie

- Universitätsklinik für Anästhesie und Intensivmedizin

#### Department Innere Medizin
- Universitätsklinik für Innere Medizin I (Gastroenterologie, Endokrinologie, Stoffwechsel und Hepatologie)
- Universitätsklinik für Innere Medizin II (Infektiologie, Immunologie, Pneumologie und Rheumatologie)
  - Abteilung für Experimentelle Rheumatologie
  - Abteilung für Experimentelle Pneumologie
- Universitätsklinik für Innere Medizin III (Kardiologie und Angiologie)
  - Abteilung für Experimentelle Angiologie
- Universitätsklinik für Innere Medizin IV (Nephrologie und Hypertensiologie)
- Universitätsklinik für Innere Medizin V (Hämatologie und Onkologie)
  - Abteilung für Experimentelle Onkologie
- Gemeinsame Einrichtung für Internistische Notfall- und Intensivmedizin

#### Department Psychiatrie, Psychotherapie und Psychosomatik und Medizinische Psychologie
- Universitätsklinik für Psychiatrie I (Affektive und schizophrene Störungen, Demenz- und Suchterkrankungen)
  - Abteilung für Experimentelle Psychiatrie
- Universitätsklinik für Psychiatrie II (Angst-, Stress- und Traumafolgestörungen, Essstörungen)
- Universitätsklinik für Psychiatrie, Psychotherapie und Psychosomatik im Kindes- und Jugendalter

#### Department Neurologie und Neurochirurgie
- Universitätsklinik für Neurologie
  - Abteilung für Neurobiologie
- Universitätsklinik für Neurochirurgie

#### Department Frauenheilkunde
- Universitätsklinik für Gynäkologie und Geburtshilfe
- Universitätsklinik für Gynäkologische Endokrinologie und Reproduktionsmedizin

#### Department Hals-, Nasen- und Ohrenheilkunde und Hör,- Stimm- und Sprachstörungen
- Universitätsklinik für Hals-, Nasen- und Ohrenheilkunde (HNO)
- Universitätsklinik für Hör-, Stimm- und Sprachstörungen (HSS)

#### Department Zahn-, Mund- und Kieferheilkunde und Mund-, Kiefer- und Gesichtschirurgie
- Universitätsklinik für Kieferorthopädie
- Universitätsklinik für Mund-, Kiefer- und Gesichtschirurgie
- Universitätsklinik für zahnärztliche Prothetik
- Universitätsklinik für Zahnerhaltung und Parodontologie

#### Department Kinder- und Jugendheilkunde
- Pädiatrie I
- Pädiatrie II
- Pädiatrie III

### Universitätsleitung
Die Leitungsorgane der Medizinischen Universität Innsbruck sind der Universitätsrat, das Rektorat (bestehend aus dem Rektor und den Vizerektoren) und der Senat, deren Aufgaben im Universitätsgesetz 2002 geregelt sind.

#### Universitätsrat
Der Universitätsrat ist das Kontrollorgan der Universität und Bindeglied zwischen dieser und dem Ministerium.
In der Funktionsperiode 1. März 2018 bis 28. Februar 2023 setzt sich der Universitätsrat wie folgt zusammen: Elisabeth Zanon (Vorsitzende), Josef Glößl (stellvertretender Vorsitzender), Bernd-Christian Funk, Gabriele Kühbacher-Luz, Kristina Edlinger-Ploder, Julian Hadschieff und Gernot Wimmer.
Der Universitätsrat bestand in seiner 3. Periode (Beginn: 1. März 2013, Ende: 28. Februar 2018) aus folgenden Personen:
- Reinhard Putz (Vorsitzender) (Ludwig-Maximilians-Universität München)
- Johannes Michael Rainer (stellvertretender Vorsitzender) (Universität Salzburg)
- Johanna Ettl (stellvertretende Direktorin der Arbeiterkammer Österreich i. R.)
- Christa Fonatsch (Medizinische Universität Graz)
- Bernd-Christian Funk (Universität Linz)
- Vera Purtscher (Architektin in Vorarlberg)
- Danielle Engelberg-Spera (Direktorin des Jüdischen Museums Wien)

#### Rektorat
Der/Die Rektor/in ist Vorsitzende/r des Rektorates, das die Universität leitet und nach außen vertritt. Seit 1. Oktober 2017 ist W. Wolfgang Fleischhacker in diesem Amt. Die Vizerektoren im Team Fleischackers und ihre Aufgabengebiete sind:
- Christine Bandtlow, Forschung und Internationales
- Wolfgang Prodinger (seit Oktober 2021, zuvor Peter Loidl), Lehre und Studienangelegenheiten[14]
- Birgit Hochenegger-Stoirer (seit Februar 2024, zuvor Manuela Groß), Finanzen, Recht und Digitalisierung[15][16]

Rektoren
- Gründungsrektor: Hans Grunicke
- bis 21. August 2008: Clemens Sorg
- 1. Oktober 2009 bis 30. September 2013: Herbert Lochs
- 1. Oktober 2013 bis 30. September 2017: Helga Fritsch
- 1. Oktober 2017 bis 30. September 2025: W. Wolfgang Fleischhacker[12][17]
- ab 1. Oktober 2025: Gert Mayer[18]

Für eine dritte Amtszeit ab dem Wintersemester 2025/26 erhielt Fleischhacker bei der Abstimmung über die Wiederbestellung im Senat im Mai 2024 nicht die notwendige Zweidrittelmehrheit.

#### Senat
Der Senat besteht aus 26 Personen. 13 Vertreter gehören zur Kurie der Universitätsprofessoren, sechs Vertreter zur Kurie der Universitätsdozenten und der wissenschaftlichen Mitarbeiter im Forschungs- und Lehrbetrieb, ein Mandatar vertritt die allgemeinen Universitätsbediensteten und sechs Studierende vertreten die Studentenschaft. Vorsitzender des Senats ist in der aktuellen Funktionsperiode Gert Mayer.

### Dienstleistungs- und Serviceeinrichtungen
Zu den Dienstleistungs- und Serviceeinrichtungen der Medizinischen Universität Innsbruck zählen etwa die Abteilungen für Finanzen, für Personal, für Recht, für internationale Beziehungen, der zentrale Informatikdienst, die Presseabteilung, die Abteilung für Qualitätsmanagement, für Facility Management und für Sicherheit und Gesundheit am Arbeitsplatz.

## Forschungsschwerpunkte
Die Medizinische Universität ist vor allem für ihre Arbeiten auf den Gebieten der Transplantationsmedizin, der Biowissenschaften und der Neurowissenschaften bekannt, bedeutende Forschungsschwerpunkte sind zudem die Fächer Onkologie, Neurowissenschaften, Genetik (Epigenetik und Genomik), Infektiologie, Immunologie sowie Organ- und Gewebeersatz.
1993 wurde der erste österreichische Spezialforschungsbereich für „Biologische Kommunikationssysteme“ eingerichtet. 2003 folgte ein zweiter Spezialforschungsbereich zum Thema „Zellproliferation und Zelltod in Tumoren“. Gemeinsam mit der Universität Innsbruck betreibt die Medizinische Universität Innsbruck seit 2010 auch den Spezialforschungsbereich „Zelluläre Signalwege bei chronischen Erkrankungen des zentralen Nervensystems“. Im Bereich der Krebsforschung gibt es eine enge Zusammenarbeit mit dem Tiroler Krebsforschungsinstitut und dem 2008 eingerichteten Exzellenzzentrum Oncotyrol.

### Kritik
Im Jahr 2007 berichteten Forscher um den Urologen Hannes Strasser der Medizinischen Universität Innsbruck in medizinischen Journalen, dass sie Inkontinenz erfolgreich mit Stammzellen behandelt hätten. Bei der Behandlung von Patienten zeigten sich jedoch Misserfolge, woraufhin diese im April 2008 die Universitätsklinik auf Schmerzensgeld verklagten. Bei der darauffolgenden Untersuchung der Studien stellte die österreichische Agentur für Gesundheit und Ernährungssicherheit schwere Mängel an den Studien fest. So seien die erforderlichen Genehmigungen von Ethikkommissionen nicht eingeholt worden, Patienten hätten nicht gewusst, dass die Behandlung experimentell sei und seien nicht versichert gewesen. Weiterhin seien einige der vorgelegten Dokumente gefälscht und die Studie weise auch methodische Probleme auf. Die Fachzeitschrift Nature nannte dies „den größten Fall von wissenschaftlichem Fehlverhalten in Österreich“.
Kurz nach Bekanntwerden wurde der Rektor der Medizinischen Universität, Clemens Sorg vom Universitätsrat am 21. August 2008 abberufen. Während der Universitätsrat bestreitet, dass die Absetzung im Zusammenhang mit dem Fälschungsskandal zu sehen ist, gehen einige Zeitungen davon aus, dass Sorg wegen seines Willens, für Aufklärung zu sorgen, abgesetzt wurde. Nachdem Hannes Strasser nach Bekanntwerden des Fälschungsskandals entlassen worden war, musste man ihm aufgrund eines Gerichtsurteils im Jahre 2011 den Lehrstuhl auf der medizinischen Universität Innsbruck wieder zur Verfügung stellen.
Um in Zukunft wissenschaftlichem Fehlverhalten besser begegnen zu können, hat die Medizinische Universität Innsbruck auf Anregung des Universitätsrates ein unabhängiges „Scientific Integrity Board“ eingerichtet. Mitglieder sind der Präsident der Schweizerischen Akademie der Medizinischen Wissenschaften, Peter Suter, Christine Mannhalter von der Medizinischen Universität Wien und Peter Schick von der Universität Graz.

## Studienangebot
An der medizinischen Universität Innsbruck werden folgende Studiengänge angeboten:
- Bachelorstudium Molekulare Medizin (BSc.)
- Masterstudium Molekulare Medizin (MSc.)
- Masterstudium Pharmaceutical Sciences - Drug Development and Regulatory Affairs (MSc.)
- Diplomstudium Humanmedizin (Dr. med. univ.)
- Diplomstudium Zahnmedizin (Dr. med. dent.)
- Doktoratsstudium der Medizinischen Wissenschaften (PhD)
- Doktoratsstudium der Klinisch-Medizinischen Wissenschaften (Clinical PhD)

Darüber hinaus existieren derzeit drei Doktoratskollegs, „Molecular Cell Biology and Oncology“ (MCBO) und „Signal Processing in Neurons“ (SPIN) und „Host Response in Opportunistic Infections“ (HOROS) an der Medizinischen Universität Innsbruck.
Als postgraduale Vertiefung kann ein Doktoratsstudium der Medizinischen Wissenschaften (PhD) oder ein Doktoratsstudium der Klinisch-Medizinischen Wissenschaften (Clinical PhD) angeschlossen werden. Im Herbst 2011 wurde das Bachelor-Studium der Molekularen Medizin eingeführt. Im Doktoratsstudium der Medizinischen Wissenschaften stehen neun unterschiedliche, interdisziplinär organisierte Programme zur Verfügung. Bereits tätige Ärzte haben mit dem Doktoratsstudium der Klinisch-Medizinischen Wissenschaften die Möglichkeit, ihre wissenschaftliche Forschungsarbeit weiter voranzutreiben.

### BachelorstudiumMolekulare Medizin
Das Studium wird seit dem Studienjahr 2011/2012 erstmals an der MUI angeboten. Jährlich werden dafür 30 Studienplätze für das erste Semester vergeben, wobei im Gegensatz zu den angebotenen Diplomstudien die Quotenregelung hier nicht zur Anwendung kommt.
Im Anschluss an das sechs Semester andauernde Bachelorstudium (180 ECTS) kann ein Master in weiteren vier Semestern absolviert werden, sowie ein Ph.D. im Ausmaß von sechs Semestern im Anschluss an das Masterstudium. Diese Studiengänge werden an der Medizinischen Universität in Innsbruck allerdings noch nicht angeboten, da es noch keine Studenten gibt, welche die Voraussetzungen dafür erfüllen.
Der Abschluss des Bachelor-Studiums führt zum Erlangen des akademischen Grads Bachelor of Science (B.Sc.)

### MasterstudiumMolekulare Medizin
Das Masterstudium Molekulare Medizin bietet in vier Semestern (120 ECTS) eine forschungsorientierte Ausbildung, die sich im Wesentlichen an der Schwerpunkten der Medizinischen Universität im humanmedizinischen Kontext orientiert. Das Studium besteht aus Pflichtmodulen (Biomedizinische Einstiegsfächer, Oncoscience, Infektion und Immunität, Neuroscience) und Wahlmodulen (Genetik-Epigenetik-Genomik, Bioinformatik-Strukturbiologie, Molekulare Diagnostik, Molekulare Zellbiologie).
Der Abschluss des Master-Studiums führt zum Erlangen des akademischen Grads Master of Science (abgekürzt „MSc“) und berechtigt zum weiterführenden PhD-Studium.

### MasterstudiumPharmaceutical Sciences - Drug Development and Regulatory Affairs
Mit dem Masterstudium Pharmaceutical Sciences - Drug Development and Regulatory Affairs (PHARM_SCI) wird ein vier Semester langes Masterstudium angeboten, welches sich mit der Arzneimittelproduktion sowie der Arzneimittelzulassung befasst. Der Studiengang erfolgt in Vollzeit und auf Englisch. Absolventen schließen das Studium mit 120 ECTS ab.

### DiplomstudiumHumanmedizin
Das Diplomstudium der Humanmedizin dauert zwölf Semester und umfasst ein Gesamtstudienausmaß von 252 Semesterstunden. Davon sind 237 Semesterstunden auf Pflichtfächer und 15 Semesterstunden auf freie Wahlfächer verteilt. 35 Prozent der Pflichtfächer sind in Form von Praktika oder Seminaren abzuhalten. Zusätzlich zu den 252 Semesterstunden sind zwei Wochen praktische Tätigkeit in einer Pflegeeinrichtung zu absolvieren sowie zwölf Wochen Pflichtfamulatur und 32 Wochen an klinisch-praktischer Tätigkeit im Rahmen des klinisch-praktischen Jahres. Jedes Jahr werden an der MUI 360 Studienplätze für Humanmedizin nach einem österreichweit geregelten Zulassungsverfahren an Studienanfänger vergeben. Die ersten sechs Semester werden durch die starke fachliche Überschneidung gemeinsam mit den Studenten der Zahnmedizin geführt.
Der Abschluss des Studiums führt zum Erlangen des akademischen Grads Dr. med. univ. Als einzige Diplom-/Masterstudien in Österreich führen die Diplomstudien der Human- und Zahnmedizin noch zur Verleihung des Doktortitels.

### DiplomstudiumZahnmedizin
Das Diplomstudium der Zahnmedizin dauert 12 Semester und umfasst ein Gesamtstundenausmaß von 218 Semesterstunden. Davon sind 208 Semesterstunden als Pflichtfächer und zehn Semesterstunden als freie Wahlfächer zu absolvieren. 33 % der Pflichtfachstunden werden in Form von Praktika und Seminaren abgehalten. Zusätzlich zu den 218 Semesterstunden sind zwei Wochen praktische Tätigkeit in einer Pflegeeinrichtung zu absolvieren sowie ein verpflichtendes Praktikum im Ausmaß von 72 Wochen.
Gegliedert ist das Studium in drei Studienabschnitte. Der erste Studienabschnitt (1. und 2. Semester) wird mit der ersten Diplomprüfung, erste Summative integrierte Prüfung (SIP1), abgeschlossen und berechtigt bei Bestehen zum Aufstieg in den zweiten Studienabschnitt. Dieser umfasst vier Semester (3.–6. Semester) und wird mit der zweiten Diplomprüfung, SIP 3A abgeschlossen.
Der dritte Studienabschnitt umfasst sechs Semester (7.–12. Semester).
Die ersten sechs Semester werden durch die starke fachliche Überschneidung gemeinsam mit den Studenten der Humanmedizin geführt.
Für den Studiengang Zahnmedizin werden an der MUI jährlich 40 Plätze im Rahmen des Aufnahmetests Zahnmedizin über die Quotenregelung für Studienanfänger vergeben.
Der Abschluss des Studiums führt zum Erlangen des akademischen Grads Dr. med. dent. univ. Als einzige Diplom-/Masterstudien in Österreich führen die Diplomstudien der Human- und Zahnmedizin noch zur Verleihung des Doktortitels.

### Doktoratsstudium derMedizinischen Wissenschaften
Das Doktoratsstudium der Medizinischen Wissenschaften kann nach Abschluss des Diplomstudiengangs Humanmedizin, Zahnmedizin oder eines facheinschlägigen naturwissenschaftlichen Diplomstudiums absolviert werden bzw. im Anschluss eines Studiums, das in Umfang und Studiendauer in einem naturwissenschaftlichen Fachgebiet gleichwertig ist und für die Teilnahme an einem Doktoratsstudienprogramm an der Medizinischen Universität Innsbruck die fachlichen Voraussetzungen bietet. Das Studium dauert sechs Semester, dies entspricht 180 ECTS. Den Studenten wird nach dem Abschluss der akademische Grad Doctor of philosophy (PhD) verliehen. Das Doktoratsstudium an der Medizinischen Universität Innsbruck dient der Befähigung zu selbstständiger wissenschaftlicher Arbeit sowie der Heranbildung des wissenschaftlichen Nachwuchses auf dem Gebiet der medizinischen Wissenschaften.
Das Gesamtstundenausmaß umfasst 30 Semesterstunden, von denen 24 obligatorisch zugeordnet werden und die restlichen sechs aus einem bestimmten Angebot ausgewählt werden können.
Des Weiteren muss eine Dissertation aus einem im Studienplan festgelegten Programm ausgewählt werden. Zum Abschluss des Studiums ist eine Approbation der Dissertation notwendig und die Vorstellung derselben beim am Ende des Studiums stattfindenden Rigorosum.

### Doktoratsstudium derKlinisch-Medizinischen Wissenschaften
Das Doktoratsstudium der Klinisch-Medizinischen Wissenschaften kann nach Abschluss des Diplomstudiums Humanmedizin oder Zahnmedizin bzw. im Anschluss eines Studiums an einer anerkannten in- oder ausländischen postsekundären Bildungseinrichtung, das im Umfang einem Diplomstudium gleichwertig ist und für die Teilnahme an einem Programm des Studiengangs „Doktoratsstudium der Klinisch-Medizinischen Wissenschaft“ an der Medizinischen Universität Innsbruck die fachlichen Voraussetzungen bietet, absolviert werden. Das Studium dauert sechs Semester und den Studenten wird nach dem Abschluss der akademische Grad Doctor of philosophy (PhD) verliehen. Das Doktoratsstudium der Klinisch-Medizinischen Wissenschaft an der Medizinischen Universität Innsbruck dient der Befähigung zu selbständiger wissenschaftlicher Arbeit sowie der Heranbildung des ärztlich tätigen wissenschaftlichen Nachwuchses auf dem Gebiet der Klinisch-Medizinischen Wissenschaft.
Das Doktoratsstudium hat eine Studiendauer von mindestens drei Jahren (180 ECTS) und gilt als abgeschlossen, wenn die Lehrveranstaltungen erfolgreich absolviert (§ 6), die Dissertation approbiert (§ 7) und die Defensio (§ 8) erfolgreich abgelegt wurden. Die Phasen des Studiums werden individuell in einem Studienvertrag (Study Agreement) festgelegt. Eine der Phasen ist das Forschungsjahr, das durchgehend absolviert werden muss. In mindestens einer Phase des Studiums ist die gleichzeitige Aufnahme einer fachärztlichen Weiterbildung erwünscht. Das Studium ist in dieser Phase berufsbegleitend.
Der Umfang der Basislehrveranstaltungen wird mit 12 ECTS und der programmspezifischen Lehrveranstaltungen mit 28 ECTS festgelegt.

## Persönlichkeiten
Zu den bedeutenden Personen, die an der Medizinischen Fakultät der Universität Innsbruck bzw. der Medizinischen Universität Innsbruck gewirkt haben, zählen:
- Eduard Albert, 1874–1881 Ordinarius für Chirurgie
- Burghard Breitner, 1932 Vorstand der Chirurgischen Klinik, 1952/53 Rektor der Universität Innsbruck
- Hans Fischer, 1916–1918 Ordinarius für Medizinische Chemie, erhielt 1930 den Nobelpreis für Chemie (für die Synthese des Hämins)
- Franz Gschnitzer, 1973–1998 Leiter der chirurgischen Klinik
- Hans von Haberer, 1911–1924 Professor für Chirurgie, 1920–1921 Dekan der Medizinischen Fakultät, 1923–1924 Rektor der Universität Innsbruck
- Viktor von Hacker, 1895–1903 Ordinarius für Chirurgie
- Carl Wilhelm von Heine 1869–1873 Leiter der chirurgischen Klinik
- Raimund Margreiter, 1981–2009 Professor für Transplantationschirurgie, führte 1983 die erste Herztransplantation in Österreich durch
- Fritz Pregl, 1910–1913 Ordinarius für Medizinische Chemie, erhielt 1923 den Nobelpreis für Chemie (für die Entwicklung der organischen Mikrometeranalyse)
- Egon Ranzi, 1924–1932 Ordinarius für Chirurgie, 1929/30 Dekan der Medizinischen Fakultät
- Otto Russe, 1973–1983 erster Ordinarius für Unfallchirurgie, entwickelte eine nach ihm benannte OP zur Behandlung der Kahnbeinpseudarthrose.
- Hermann Schloffer, 1903–1911 Ordinarius für Chirurgie
- Adolf Windaus, 1913–1915 Ordinarius für Medizinische Chemie, erhielt 1928 den Nobelpreis für Chemie (für die Konstitutionsaufklärung der Sterine und ihrer Beziehung zu den Vitaminen)

Ehrensenatoren
- Brigitta Zollner und Christoph Huber (Verleihung 2023)[42]